# Осады Белгорода (1633—1634)
Осады Белгорода — две неудачные попытки взятия Белгорода запорожскими казаками во главе с Яковом Острянином в ходе Смоленской войны.

## Осада 1633 года
После разорения Валуек отряд Острянина принял участие в осаде Путивля, во время которой Острянин был избран на место впавшего у казаков в немилость Дорофея Дорошенко. Преждевременно покинув коронное войско, стоявшее под Путивлем, Острянин с 5-тысячным отрядом появился под Белгородом. Гарнизоном города руководил воевода Михаил Волынский по прозвищу Щепа. Острянин взял город в осаду и 20 июля пошёл на штурм. Он оказался очень кровопролитным для казаков, потерявших около 500 человек. Больше всего ущерба причинила крепостная артиллерия, также успешной была вылазка защитников крепости во главе со стрелецким и казачьим головой Варфоломеем Хитрово с 214 служилыми людьми, которому удалось отбить от стен города туры, щиты, примёты и лестницы. После этого запорожские казаки отступили в пределы Речи Посполитой. В августе Острянин со своими людьми неудачно приступал к Курску.

## Осада 1634 года
В начале июня 1634 казаки Острянина, выступив из Лубен, Бакаевым шляхом вновь подошли к Белгороду. Ещё не зная о заключении Поляновского мира, казаки начали штурм Белгорода 8 июня. В результате целого дня боёв им удалось подпалить стену большого острога и прорваться в него. Однако несколько дней попыток взятия детинца, продолжавшихся до 12 июня, не увенчались успехом и привели к крупным потерям. Как и в предыдущем году сыграла роль вылазка части гарнизона под руководством Хитрово. В результате казаки, разрушив застройку большого острога и разорив часть Белгородского уезда, с полоном ушли в пределы Речи Посполитой. Это были последние боевые действия Смоленской войны.